# Buonamico Buffalmacco
Buonamico Buffalmacco o Buonamico di Martino (Florencia, 1262 - 1340) fue un pintor italiano, activo en Florencia en la primera mitad del siglo XIV. Uno de los más importantes representantes de la pintura gótica en la Toscana.

## Vida
Vasari dedica a Buonamico Buffalmacco un parágrafo de su Le Vite; de esta fuente se deduce que se trata del mismo pintor de quien habla Boccaccio en su célebre novela Decamerón (jornada VIII, novela III) en la cual se narra como «Calandrino, Bruno y Buffalmaco van por el río Mugnone buscando la piedra mágica heliotropo», y de quien habla también, siempre a propósito del rico anecdotario burlesco, Franco Sacchetti en sus Trescientas Novelas.
Como exordio, Vasari afirma que:

Buonamico di Cristofano llamado Buffalmacco, pintor florentino, que fue discípulo de Andrea Tafi, y como hombre bromista, celebrado por Giovanni Boccaccio en su Decamerón, fue, como todos sabemos, querido compañero de Bruno y de Calandrino, pintores también simpáticos y agradables y, como se puede ver en sus obras repartidas por toda la Toscana, con bastante buen juicio en el arte de la pintura.

 A pesar de que Vasari se extiende sobre las anécdotas burlescas, también tiene lugar para dar noticia de la fama del pintor, con referencias a su actividad no sólo en Florencia, sino también en Bolonia, Asís, Arezzo y Pisa. A pesar de esto, ya que las atribuciones de Vasari son referentes a obras, en su mayor parte perdidas, han de ser tomadas con la debida cautela.
Luciano Bellosi, identifica Buffalmacco como el autor de los extraordinarios ciclos de los frescos del Cementerio de Pisa. Esta hipótesis ha sido confirmada también por diversos documentos de archivo que dan fe de la presencia de Buffalmacco en Pisa durante el año 1336. Actualmente es la más aceptada, por delante de otras, como incluso la de Vasari, que atribuyó esta obra a Andrea Orcagna; o bien en nuestros días la de la autoría de Francesco Traini o de un poco identificado anónimo boloñés.

## Obras

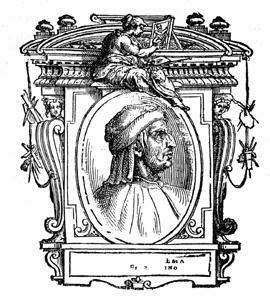
Buonamico Buffalmacco, ilustración en Le Vite de Giorgio Vasari.

Se han identificado restos de obras de Buffalmacco en el Baptisterio de Parma y en San Paolo all'Orto en Pisa.
En el catálogo de las obras de Buonamico Buffalmacco ocupan la parte esencial los grandes frescos del Cementerio de Pisa, arrancados y consolidados sobre lienzo a partir del año 1944, debido al peligro de destrucción que representaba sobre todo la gran humedad que sufrían. Estaban realizados, según un preciso recorrido iconográfico propuesto por la orden de Santo Domingo, que hizo el encargo de la obra, los siguientes temas:
- Triunfo de la Muerte
- Juicio Final y el Infierno
- Tebaida

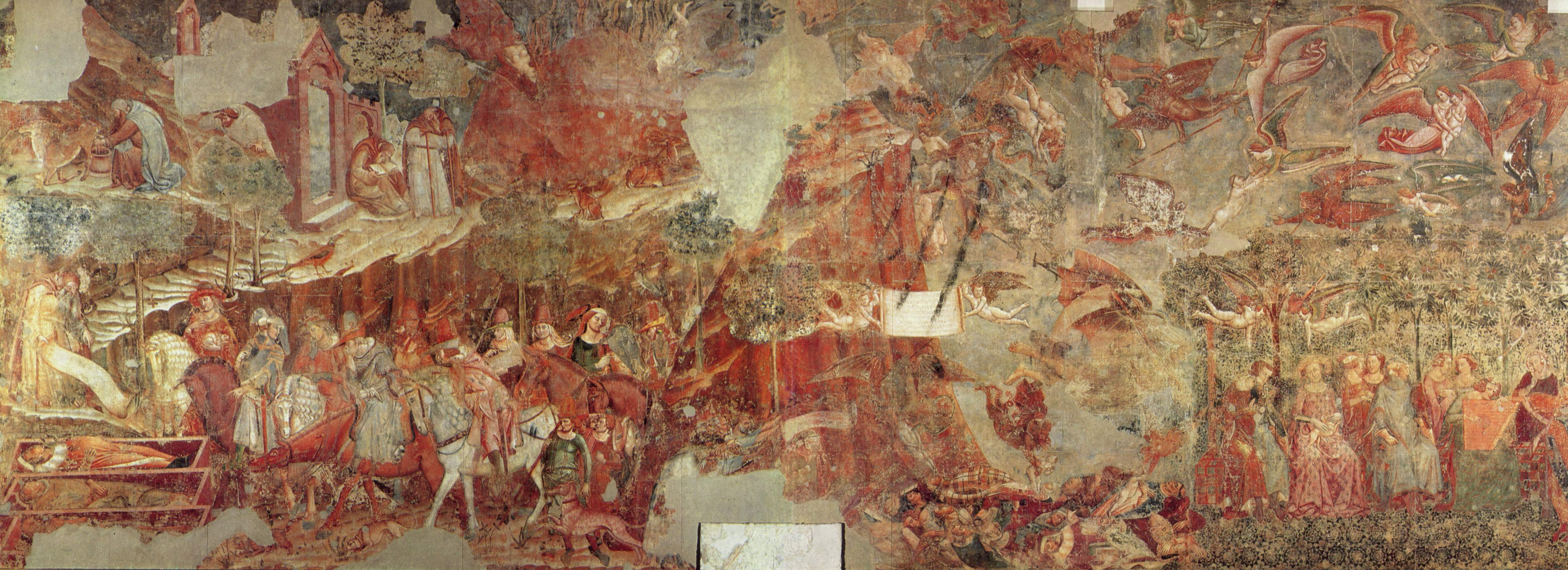
Triunfo de la Muerte, fresco realizado en el camposanto de Pisa.

A estas se añanden algunas Historias de Cristo post mortem, que forman parte de un fresco ejecutado en colaboración con Francesco Traini.
El crudo realismo y los colores con que se expresan los episodios narrados, junto a la variedad tipológica de los personajes representados, dispuestos en una estructura compositiva que evoca una gran miniatura medieval, didácticamente enriquecida de cartelas explicativas de tono moralizante, dan como resultado un estilo alejado de la poética giottesca.
Los frescos desprenden una fuerza expresiva popular, dotada de una genuina rudeza, que indujo a Roberto Longhi a ver la obra de algún maestro padiano, poco informado de las más elegantes costumbres pictóricas florentinas.
Una vez arrancados, los frescos, dejaron al descubierto una gran cantidad de sinopias, sugerentes dibujos preparatorios hechos con ocre rosa sobre yeso. Estas obras que dan fe de la calidad del dibujo de Buffalmacco se conservan en el Museo delle Sinopie di Pisa.